# Persone di nome Gonzalo/Calciatori
| Questa pagina contiene informazioni ricavate automaticamente dalle voci biografiche con l'ausilio del template Bio e di un bot. L'aggiornamento è periodico e automatico e ricostruisce completamente la pagina. Se manca una persona in questa lista, sei pregato di non aggiungerla, ma accertati piuttosto che la sua voce biografica contenga il template Bio e che i dati anagrafici siano correttamente compilati. Se il template Bio manca, inseriscilo tu stesso o, in alternativa, metti l'avviso {{tmp\|Bio}} che ne segnala la mancanza. Se i dati riportati sono sbagliati, correggi direttamente la voce biografica; le modifiche saranno visibili in questa lista entro pochi giorni. Per chiarimenti vedi il progetto antroponimi. La lista contiene solo le 98 persone che sono citate nell'enciclopedia e per le quali è stato implementato correttamente il template Bio. Pagina aggiornata al 16 ott 2024. |

Questa è una lista di persone presenti nell'enciclopedia che hanno il nome Gonzalo e sono calciatori.

## A(4)
- Gonzalo Abrego, calciatore argentino (Maipú, n. 2000)
- Gonzalo Abán, calciatore argentino (Catamarca, n. 1987)
- Gonzalo Andrada, calciatore uruguaiano (Montevideo, n. 1997)
- Gonzalo Asis, calciatore argentino (Lomas de Zamora, n. 1996)

## B(7)
- Gonzalo Barreto, calciatore uruguaiano (Treinta y Tres, n. 1992)
- Gonzalo Barriga, ex calciatore cileno (Santiago del Cile, n. 1984)
- Gonzalo Bazán, calciatore argentino (La Rioja, n. 1989)
- Gonzalo Belloso, ex calciatore argentino (Rosario, n. 1974)
- Gonzalo Bergessio, ex calciatore argentino (Córdoba, n. 1984)
- Gonzalo Bettini, calciatore argentino (Buenos Aires, n. 1992)
- Gonzalo Bueno, calciatore uruguaiano (Montevideo, n. 1993)

## C(11)
- Gonzalo Cabrera, ex calciatore argentino (Buenos Aires, n. 1989)
- Gonzalo Camargo, calciatore uruguaiano (Artigas, n. 1991)
- Gonzalo Carneiro, calciatore uruguaiano (Montevideo, n. 1995)
- Gonzalo Castellani, calciatore argentino (Buenos Aires, n. 1987)
- Gonzalo Castillejos, calciatore argentino (Leones, n. 1986)
- Gonzalo Castillo, calciatore uruguaiano (Melo, n. 1990)
- Gonzalo Castro Irizábal, calciatore uruguaiano (Trinidad, n. 1984)
- Gonzalo Castro, ex calciatore tedesco (Wuppertal, n. 1987)
- Gonzalo Collao, calciatore cileno (Coquimbo, n. 1997)
- Gonzalo Colsa, ex calciatore spagnolo (Santander, n. 1979)
- Gonzalo Verdú, calciatore spagnolo (Cartagena, n. 1988)

## D(6)
- Gonzalo De Porras, ex calciatore argentino (Neuquén, n. 1984)
- Gonzalo Di Renzo, calciatore argentino (Bahía Blanca, n. 1995)
- Gonzalo Díaz Beitia, ex calciatore spagnolo (Sestao, n. 1937)
- Gonzalo Orlando Díaz, calciatore argentino (Mendoza, n. 1991)
- Gonzalo Díaz, ex calciatore uruguaiano (Fray Bentos, n. 1966)
- Erik de los Santos, calciatore uruguaiano (Montevideo, n. 1999)

## E(3)
- Gonzalo Escalante, calciatore argentino (Bella Vista, n. 1993)
- Gonzalo Escobar, calciatore argentino (Alejandro Korn, n. 1997)
- Gonzalo Espinoza, calciatore cileno (Constitución, n. 1990)

## F(6)
- Gonzalo Falcón, calciatore uruguaiano (Montevideo, n. 1996)
- Gonzalo Farfán, ex calciatore messicano (Città del Messico, n. 1961)
- Gonzalo Fierro, ex calciatore cileno (Santiago del Cile, n. 1983)
- Gonzalo Flores, calciatore argentino (Tigre, n. 2002)
- Javier Fragoso, calciatore messicano (Città del Messico, n. 1942 - Cuernavaca, † 2014)
- Gonzalo Freitas, calciatore uruguaiano (Montevideo, n. 1991)

## G(6)
- Gonzalo Galindo, ex calciatore boliviano (Cochabamba, n. 1974)
- Gonzalo Sebastián García, calciatore argentino (Buenos Aires, n. 1987)
- Gonzalo Godoy, calciatore uruguaiano (Montevideo, n. 1988)
- Gonzalo González, calciatore uruguaiano (Rocha, n. 1993)
- Gonzalo González, calciatore argentino (La Plata, n. 2003)
- Gonzalo Gómez, calciatore argentino (Rosario, n. 1998)

## H(1)
- Gonzalo Higuaín, ex calciatore argentino (Brest, n. 1987)

## J(2)
- Gonzalo Jara, calciatore cileno (Las Condes, n. 1998)
- Gonzalo Jara, ex calciatore cileno (Talcahuano, n. 1985)

## L(5)
- Gonzalo Lamardo, calciatore argentino (Lincoln, n. 1997)
- Gonzalo Larrazábal, calciatore uruguaiano (Montevideo, n. 2002)
- Gonzalo Latorre, calciatore uruguaiano (Montevideo, n. 1996)
- Gonzalo Lencina, calciatore argentino (Alta Gracia, n. 1997)
- Gonzalo Luján, calciatore argentino (Buenos Aires, n. 2001)

## M(14)
- Gonzalo Marinelli, calciatore argentino (José C. Paz, n. 1989)
- Gonzalo Maroni, calciatore argentino (Córdoba, n. 1999)
- Gonzalo Marronkle, ex calciatore argentino (Cordoba, n. 1984)
- Gonzalo Martínez, ex calciatore colombiano (Candelaria, n. 1975)
- Gonzalo Nicolás Martínez, calciatore argentino (Guaymallén, n. 1993)
- Gonzalo Marzá, calciatore spagnolo (Vilafamés, n. 1916 - Pamplona, † 1996)
- Gonzalo Mastriani, calciatore uruguaiano (Montevideo, n. 1993)
- Gonzalo Maulella, calciatore uruguaiano (Paysandú, n. 1984)
- Gonzalo Melero, calciatore spagnolo (Madrid, n. 1994)
- Gonzalo Menéndez, calciatore argentino (Avellaneda, n. 1992)
- Gonzalo Montes, calciatore uruguaiano (n. 1994)
- Gonzalo Montiel, calciatore argentino (González Catán, n. 1997)
- Gonzalo Morales, calciatore argentino (Córdoba, n. 2003)
- Gonzalo Muscia, calciatore argentino (Avellaneda, n. 2000)

## N(1)
- Gonzalo Nápoli, calciatore uruguaiano (Montevideo, n. 2000)

## P(10)
- Gonzalo Norberto Pavone, ex calciatore argentino (Tres Sargentos, n. 1977)
- Gonzalo Peralta, calciatore argentino (Munro, n. 1980 - Buenos Aires, † 2016)
- Gonzalo Petit, calciatore uruguaiano (Carmelo, n. 2006)
- Gonzalo Pintos, calciatore uruguaiano (Montevideo, n. 1998)
- Gonzalo Piovi, calciatore argentino (Morón, n. 1994)
- Gonzalo Piñeiro, calciatore argentino (Florencio Varela, n. 2000)
- Gonzalo Plata, calciatore ecuadoriano (Guayaquil, n. 2000)
- Gonzalo Porras, ex calciatore uruguaiano (Montevideo, n. 1984)
- Gonzalo Prósperi, ex calciatore argentino (San Isidro, n. 1985)
- Gonzalo Germán Pérez Corbalán, calciatore uruguaiano (Montevideo, n. 2001)

## R(6)
- Gonzalo Requena, calciatore argentino (San Francisco, n. 2003)
- Gonzalo Reyes, calciatore cileno (Santiago del Cile, n. 1995)
- Gonzalo Rizzo, calciatore uruguaiano (Montevideo, n. 1995)
- Gonzalo Javier Rodríguez, ex calciatore argentino (Buenos Aires, n. 1984)
- Gonzalo Rodríguez, calciatore argentino (Aguilares, n. 1990)
- Gonzalo Romero, ex calciatore guatemalteco (Città del Guatemala, n. 1975)

## S(4)
- Gonzalo Segares, ex calciatore costaricano (San José, n. 1982)
- Gonzalo Sorondo, ex calciatore uruguaiano (Montevideo, n. 1979)
- Gonzalo Sánchez, calciatore peruviano (Lima, n. 2000)
- Agustín Sández, calciatore argentino (Lanús, n. 2001)

## T(1)
- Gonzalo Tapia, calciatore cileno (Las Condes, n. 2002)

## V(8)
- Gonzalo Valdivia, calciatore argentino (Posadas, n. 2001)
- Gonzalo Vargas, ex calciatore uruguaiano (Montevideo, n. 1981)
- Renzo Vera, ex calciatore argentino (Paraná, n. 1983)
- Gonzalo Verón, calciatore argentino (Moreno, n. 1989)
- Gonzalo Vicente, ex calciatore uruguaiano (Montevideo, n. 1979)
- Gonzalo Viera, calciatore uruguaiano (Paysandú, n. 1987)
- Gonzalo Villagra, ex calciatore cileno (Santiago del Cile, n. 1981)
- Gonzalo Villar, calciatore spagnolo (Murcia, n. 1998)

## W(1)
- Joaquín Wigman, calciatore uruguaiano (Cardona, n. 2000)

## Z(1)
- Gonzalo Zárate, ex calciatore argentino (Rosario, n. 1984)

## Á(1)
- Pipa, calciatore spagnolo (Esparreguera, n. 1998)